# Hof Melaten

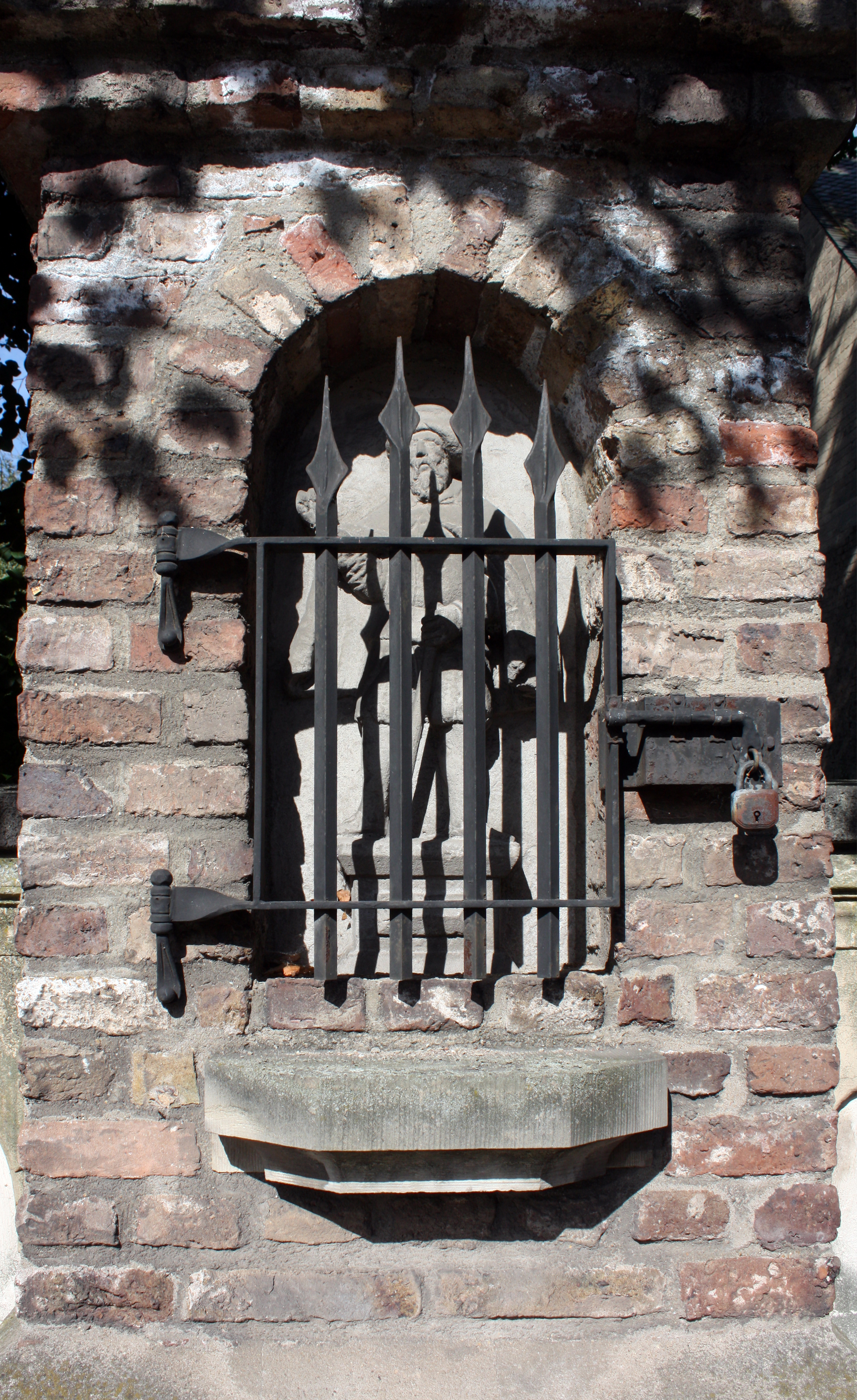
Nachbildung des „Kölner“ Klappermannes in der Friedhofsmauer. Das Original befindet sich im Zeughausmuseum.

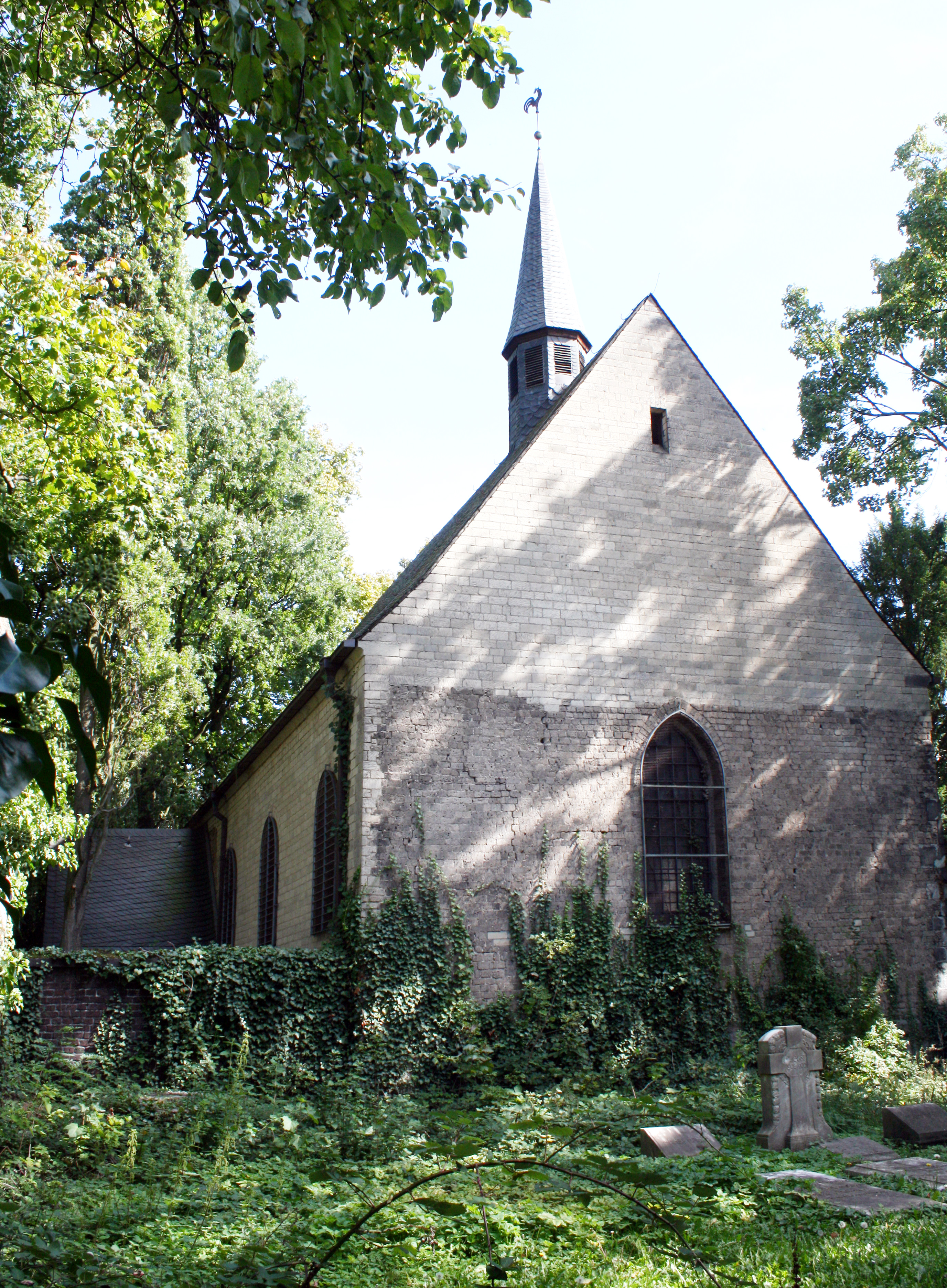
Die ursprüngliche Kapelle wurde 1245 vom Kölner Erzbischof Konrad von Hochstaden geweiht. Heutiges Patronat des Hl. Johannes und der Hl. Maria Magdalena

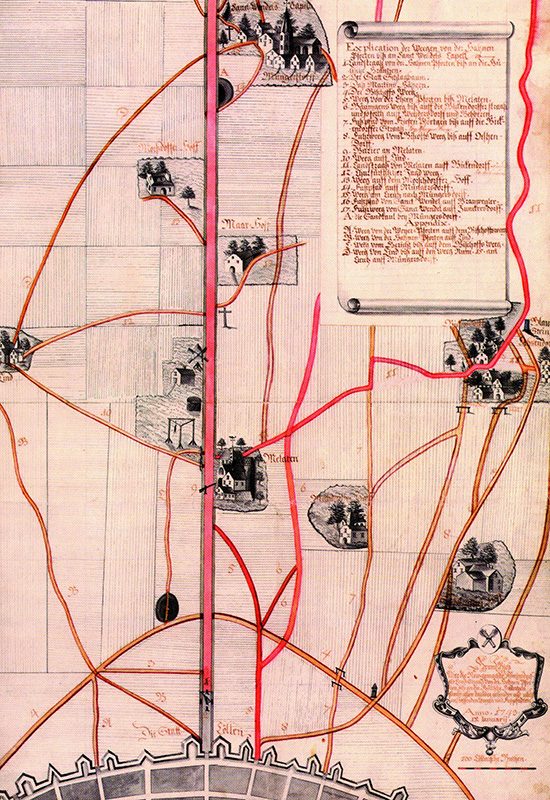
Hof Melaten westlich von Köln. Karte von Queckenberg, 1743

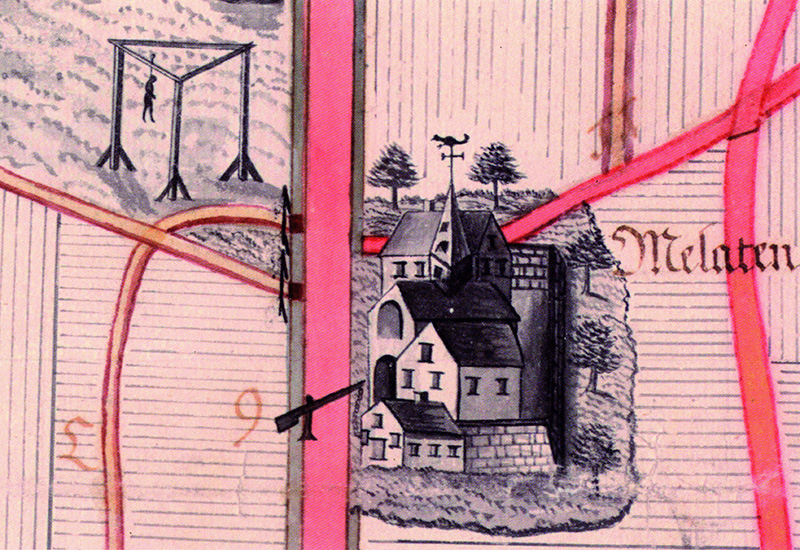
Ausschnitt der Karte

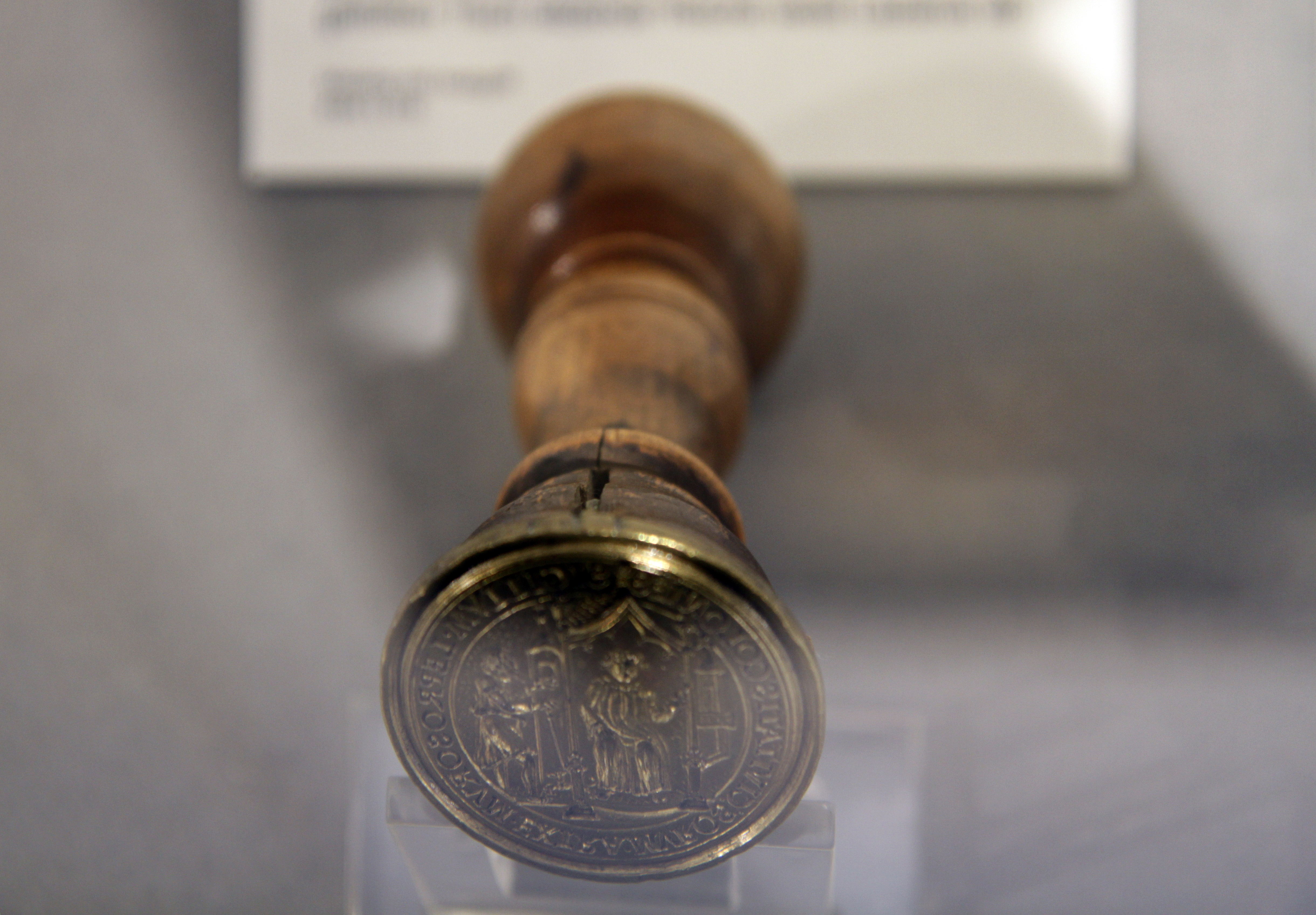
Siegelstempel des Leprosenhauses, zweite Hälfte des 16. Jahrhunderts.

Der Hof zu Melaten war ein Heim für Kranke und Aussätzige mit Lepra westlich von Köln im heutigen Stadtteil Lindenthal. 1243 wurde der „hoff to Malaten“ erstmals urkundlich erwähnt. 1765 wurde ein Zucht- und Arbeitshaus in Melaten eingerichtet. Auf dem Areal entstand später der Melaten-Friedhof, der 1810 eröffnet wurde.
Die Kapelle St. Maria Magdalena und Lazarus, die zum Hof zählte, stammt aus dem Jahre 1245. Südlich, auf der anderen Seite der Aachener Straße (Via Belgica), befand sich die Richtstätte Rabenstein. 

## Geschichte
Melaten lag gut einen Kilometer westlich der Stadt Köln, knapp jenseits des Bischofswegs, der die Grenze zwischen dem Gebiet der Stadt und dem des Erzbischofs markierte. Daher gehörte das Siechenhaus zur Gerichtsbarkeit des Erzbischofs und war somit in geistlicher Hand.
Eines von vier Kölner Leprosorien (lateinisch „campus leprosi“), die wegen der Ansteckungsgefahr außerhalb der Stadtmauern lagen, hieß „Maladen“ (französisch „malade“, krank) und ist seit 1180 als Schenkung „in campum leprosi“ nachweisbar. Erstmals urkundlich erwähnt wird Melaten im Liber Leprosorum extra Coloniam prope portam Honoris (Ehrentor), dem ältesten Rentbuch von Melaten. Der Eintrag datiert vom 25. April 1243. Die Urkunde handelt vom Wiederaufbau von Melaten. Beim Vorgängerbau handelte es sich vermutlich um das claustrum s. Lazari prope Coloniam genannte Leprosenheim, das im Krieg zwischen Graf Wilhelm IV. von Jülich und Erzbischof Konrad von Hochstaden zerstört worden war. Am 27. Juni 1245 gewährte Erzbischof Konrad von Hochstaden allen Wohltätern des Siechenhofs Melaten einen Ablass. Am 29. August 1247 nahm Papst Innozenz IV. Melaten unter seinen besonderen Schutz.
Außer Melaten gab es drei weitere Siechenhäuser in Köln. Hier wohnten die ärmeren Siechen, die wenig oder kein Vermögen besaßen. 1376 erstmals erwähnt wurde das Siechenhaus südlich des Bayenturms. Dort war Platz für maximal sechs Kranke. Hier stand auch noch das Haus eines Nachenmannes, der mit dem Siechennachen für Einkünfte des Leprosoriums sorgte. Es gab auch eine kleine Kapelle. Ein zweites Siechenhaus bestand in Riehl. 1474 kriegszerstört, wurde es 1573 durch ein Hochwasser beschädigt und bestand bis ins 19. Jahrhundert. Das dritte lag nahe dem Eigelsteintor. Das vierte Siechenhaus bestand an der Straße nach Bonn am Judenbüchel vor dem Severinstor für maximal fünf Kranke. Daneben lag seit 1163 ein Richtplatz.
Auf dem stattlichen, ganz ummauerten Siechenhof von Melaten befanden sich sieben Siechhäuser und Wohnhäuser für die Mägde und Knechte. Darüber hinaus existierten eine Scheune, Ställe, ein Back- und ein Brauhaus, ein Waschhaus und andere Funktionsgebäude, eine Kapelle, die am 6. Juni 1245 vom Kölner Erzbischof geweiht wurde, ein Garten und ein kleiner Friedhof für die verstorbenen Patienten, seit dem 16. Jahrhundert ein Offermannhaus genanntes Wirtshaus. Daneben gab es kleine Häuser und Buden, die den Aussätzigen ebenfalls als Unterkunft dienten. Die Landwirtschaft war erheblich. Für das Jahr 1391 ist eine Herde von 100 Schafen belegt. Finanziert wurde der Siechenhof aus Almosen, Stiftungen und Testamenten. Die Leproserie verfügte über zahlreiche Liegenschaften innerhalb von Köln, vor den Toren Kölns und in Düren, Bergheim, Bonn, Blatzheim und Deutz, sowie die daraus resultierenden Einnahmen. Dazu musste jeder Patient, soweit er wohlhabend war, eine Einstandszahlung leisten. Auch die Untersuchungen (Lepraschau), ob jemand erkrankt war, wurden mit einer Gebühr belegt.
Die Kranken auf Melaten bildeten eine Bruderschaft Conventus Claustri S. Lazari, manchmal auch Fraternitas oder Congregatio genannt. Jeder Leprose leistete bei seinem Eintritt einen Gehorsamseid gegenüber dem Vorsteher. Mit dem Eintritt erwarb man eine Pfründe. Auch die zahlreichen Nichtkranken, die zum Hof Melaten gehörten, gehörten der bruderschaftlichen Organisation an. Jeder im Haus machte seine Arbeit, soweit es ihm möglich war. Unterstützt wurde Melaten durch eine Heilig-Geist-Bruderschaft.
Verwaltet wurden die Ländereien und die Einkünfte spätestens seit 1227 durch ehrenamtliche Provisoren (magistri und provisores), meist angesehene Bürger aus patrizischen Familien, über die auch der Rat auf den Siechenhof Einfluss nehmen konnte. 1385 gab es einen Provisor, 1392 waren es derer zwei, 1433 drei. Die Provisoren entschieden auch über Aufnahme von Patienten und stellten das Personal ein. Sie führten das Siegel des Siechenhofes.
Im Mittelalter war Melaten das größte Siechenhaus in Deutschland. In einer 1247 und 1295 erstellten Urkunde ist von 100 Bewohnern die Rede, alle Mägde, Knechte und Eigenleute eingerechnet. Erzbischof Konrad von Hochstaden weihte 1245 die Kapelle St. Maria Magdalena und Lazarus. Im Jahre 1342 findet sich die Bezeichnung „vulgariter zuo den malaten“ (Haus der Leprosen), als Johannes de Cervo den Kranken eine Mark Zins schenkt. Die Bezeichnung „Malaten“ allein tauchte erstmals 1364 als „hoysz zu Malayten“ auf.
Seit 1397 gab es eine Leprosenordnung für Melaten, 1404 ist vom „hoef der seichen van Melaten“ die Rede. Gegen 1400 übernahmen die Äbte der Kölnischen Klöster St. Martin und St. Pantaleon sowie der Dekan von St. Aposteln den Schutz des Siechenhofs und seiner Privilegien. Seit 1428 gab es auch nichtkranke Pfründeninhaber. Die Rentbücher weisen für 1545 insgesamt 16 Kranke und für 1552 25 Kranke aus. 1614 bis 1645 wird von 15 Kranken berichtet. 
Im Neusser Krieg zwischen Erzbischof Ruprecht und der Stadt Köln (Kölner Stiftsfehde) wurde das Siechenhaus Melaten 1474 präventiv niedergelegt. Dieser Maßnahme fielen nicht nur Melaten, sondern auch das Siechenhaus am Judenbüchel, der Hof Sülz sowie die Klöster Weiher und Mechtern zum Opfer. Nach Kriegsende samt Kapelle wiedererrichtet, erfolgte 1499 die nächste Zerstörung. Im Dreißigjährigen Krieg wurde Melaten mehrfach geplündert, im Krieg Frankreichs gegen Holland 1686 und 1693 weitgehend zerstört. Nachdem 1712 im Leprosenhaus lediglich noch eine Patientin Symptome der Lepra gezeigt hatte, schloss die Stadt das Leprosenhaus im Jahre 1767.
Die Leprosenanstalt nahm im Gegensatz zu anderen Anstalten auch an Lepra erkrankte Auswärtige auf. Den Patienten war untersagt, das Gelände zu verlassen; eine Ausnahme machten die Feiertage, an denen sie in Begleitung eines Schellenknechtes in die Stadt gehen und um Almosen bitten durften. Die Patienten wurden angehalten, eine auffällige Kleidung, bestehend aus einer Kniehose, einer Joppe, einem Siechenmantel, einem großen Hut und weißen Handschuhen zu tragen und mit einer Klapper in der Hand den Bürgern das eigene Nahen kundzutun. Eine an der Aachener Straße aufgestellte Statue eines Schellenknechtes erinnert heute noch an die Leprosoriumszeit. Ursprünglich stand die Skulptur in einer Mauernische des Hofes zu Melaten, wurde danach in das Stadtmuseum Köln gebracht und 1989 wieder im Eingangsbereich der alten Friedhofskapelle aufgestellt.
Ihre Untersuchung erfolgte durch Kranke, erst später übernahm die Lepraschau die Medizinische Fakultät der Universität. Seit 1478 war das Urteil der medizinischen Universitätsfakultät die letzte Instanz bei der Beurteilung von Leprafällen. Bei der Beurteilung, ob jemand überhaupt am Aussatz litt, wurden auch die Erkrankten selbst hinzugezogen. Sie bestellten einen Prüf- oder Probemeister. Die strengen Regeln zu einer so genannten Lepraschau wurden zwischen 1540 und 1580 in einer Ordnung der Provisoren zu Groß Melaten außerhalb von Köln niedergeschrieben. Bei Entscheidungen über Lepraverdächtige war Melaten im Mittelalter letzte Instanz in den Rheinlanden. Die Protokolle von 179 Untersuchungen zwischen 1491 und 1664 durch die medizinische Fakultät sind überliefert. Die dominierende Stellung von Melaten für den Westen des Reichs wird durch zahlreiche Quellenbelege in den städtischen Rechnungsbüchern bestätigt. 
Für das 16. Jahrhundert ist eine Zusammensetzung des Gremiums der Prüfmeister aus den ältesten Pfründnern des Siechenhofes überliefert, je drei Männern und drei Frauen. Es wurde bekannt, dass manche Prüfmeister sich ein Zubrot durch das Ausstellen gefälschter Siechenbriefe verdienten. 
Darüber hinaus nutzten Mitglieder der Großen Siechenbande, einer im Rheinland von Leprosenanstalten aus operierenden Räuberbande, das Kölner Leprosenheim als Rückzugs- und Lebensort. Nachdem das Siechenhaus auf solche Weise immer wieder in Kriminalfälle verwickelt war und bei Untersuchungen festgestellt wurde, dass die meisten Insassen gar keine Lepra hatten, wurde 1765 ein Zucht- und Arbeitshaus in Melaten eingerichtet. Der Rat widmete die noch immer erheblichen Einkünfte 1766 der Errichtung eines Zucht- und Arbeitshauses in der Wahlengasse (heute Waisenhausgasse), das 1801 von Waisenkindern bezogen wurde.

## Entstehung des Melatenfriedhofes
Während der französischen Besatzungszeit in Köln, die am 6. Oktober 1794 begann, änderte sich das Begräbniswesen durch ein Kaiserliches Dekret über die Begräbnisse („Décret sur les sépultures“), von Napoleon am 12. Juni 1804 erlassen. Es untersagte aus vor allem hygienischen Gründen Beerdigungen innerhalb von Städten, Dörfern und geschlossenen Gebäuden.
Die Stadtverwaltung kaufte deshalb ein Grundstück auf dem Gelände des ehemaligen Leprosenasyls und ließ die meisten Gebäude abreißen. Die Kapelle des Leprosenheimes wurde in den Friedhof integriert. Mit der Gestaltung des Friedhofes wurde Ferdinand Franz Wallraf beauftragt, der sich den Pariser Friedhof Père-Lachaise zum Vorbild nahm.